# 舌骨
舌骨（hyoid bone），又稱語言骨（lingual bone），是舌中的骨頭。是中軸骨中較獨特的部份，它不與其他任何骨形成關節，而以韌帶及肌肉懸掛在顳骨的莖突。舌骨位於頸部，在下頷骨與喉之間支持舌頭，並當作某些舌頭肌肉的附著處。

## 結構
舌骨組成的核心部分，主要為舌骨水平體部及稱為小角(Lesser cornu)與大角(Greater cornu)的成對突起所組成。肌肉及韌帶(Ligament)則附著到這些成對的突起。
- 舌骨水平體部
- 大角(Greater cornu)(2)
- 小角(Lesser cornu)(2)

## 附加圖像

舌骨的位置(紅色部分).
舌骨形狀.
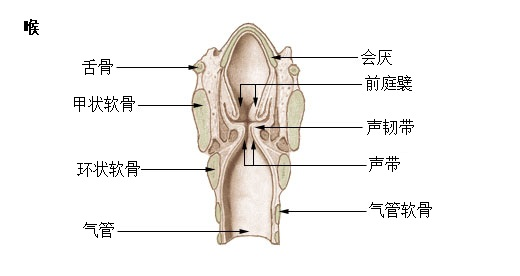
喉頭.
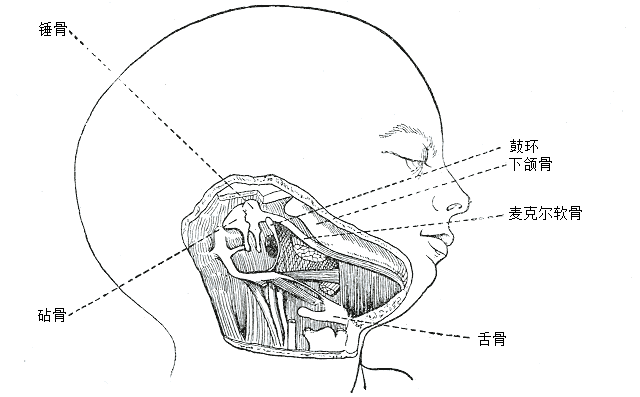
一個人類18週大的胚胎之頭部及頸部，其麥氏軟骨(Meckel's cartilage)和舌骨外露.
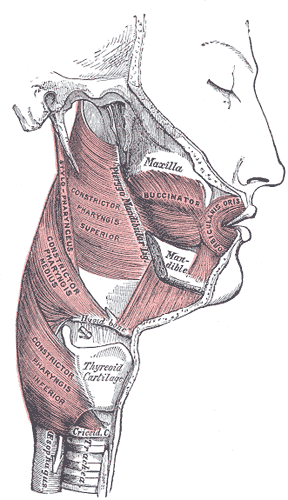
咽頭和臉頰的肌肉.
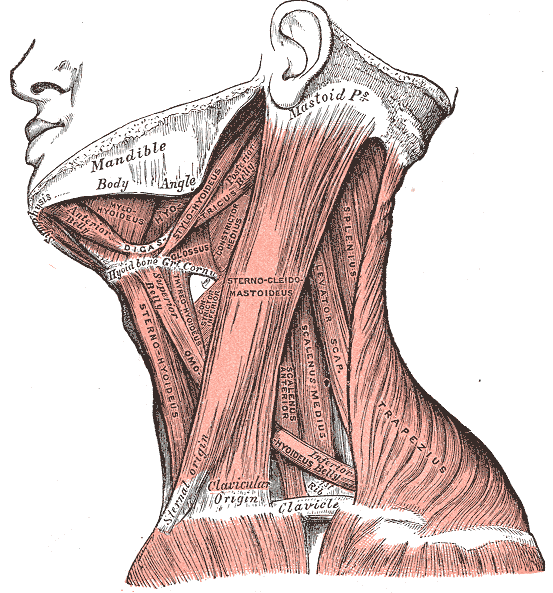
頸部肌肉，橫向視圖.
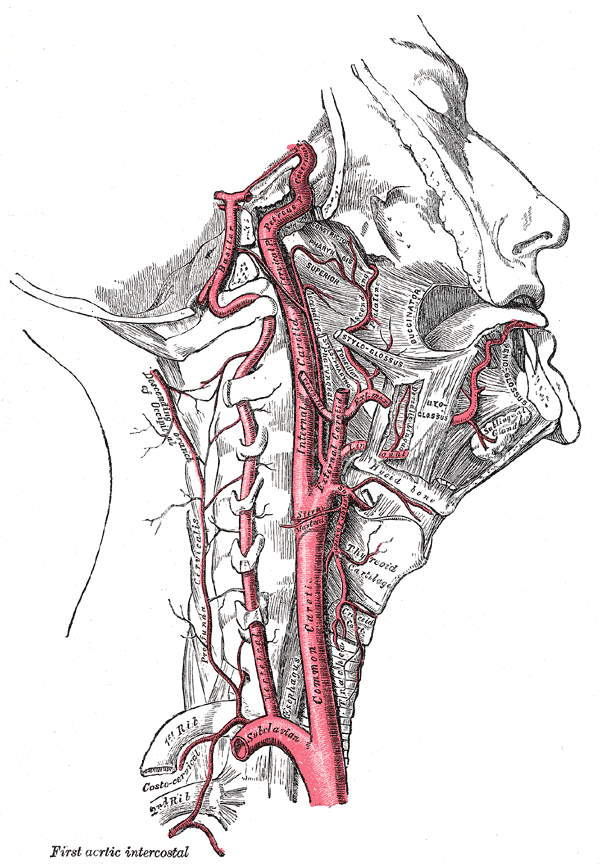
頸內動脈和椎動脈，右側圖.
喉頭的韌帶，安特羅(Antero)橫向視圖.
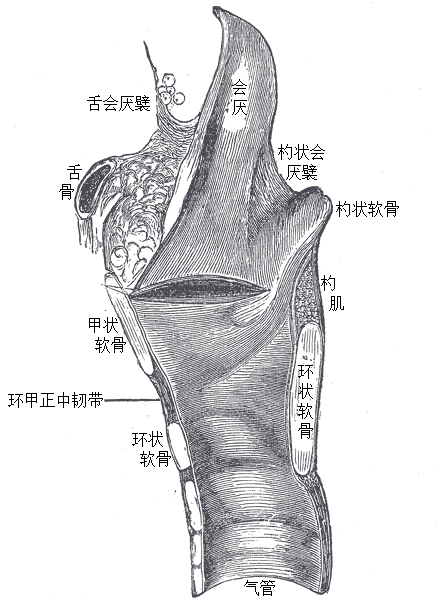
喉頭和氣管上部的矢狀切面.
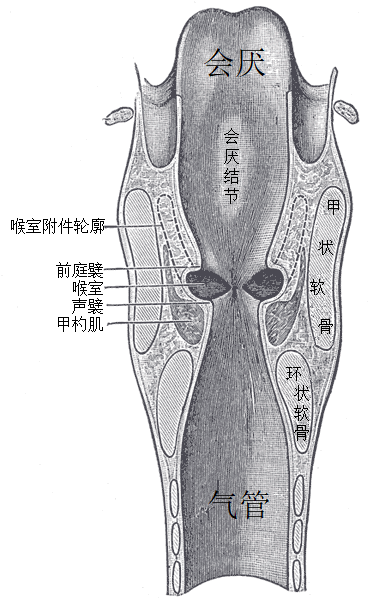
喉和氣管上部的冠狀切面.
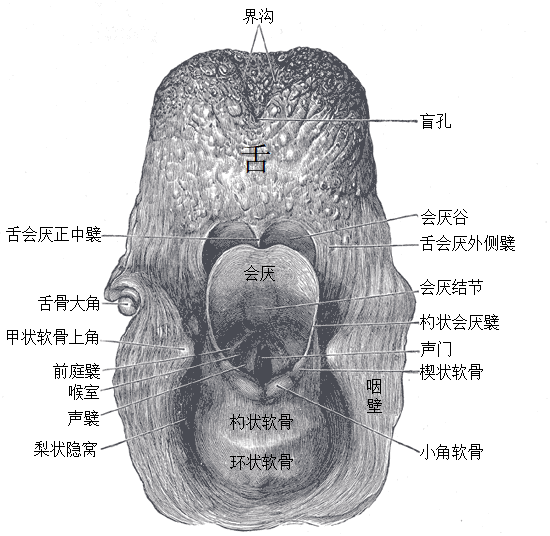
喉頭入口，後視圖.
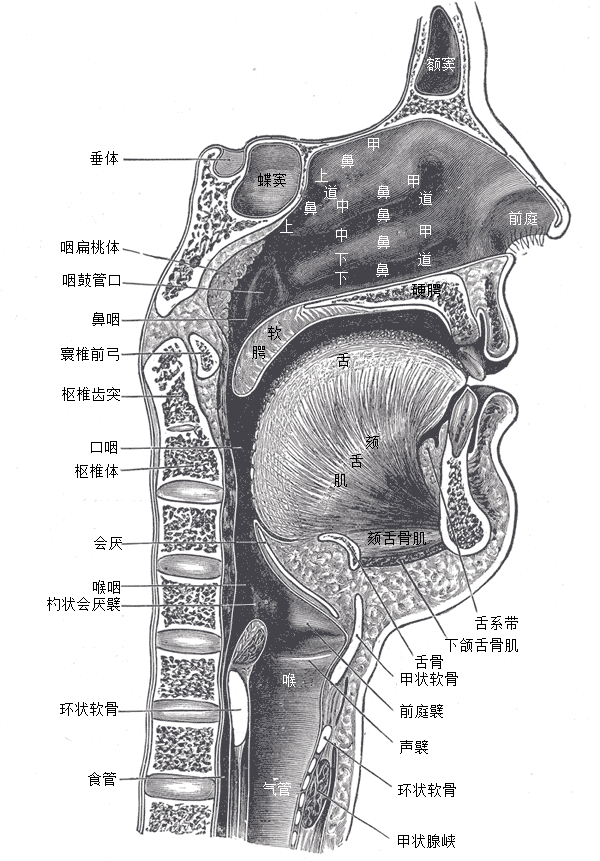
鼻，嘴，咽，喉的矢狀切面。
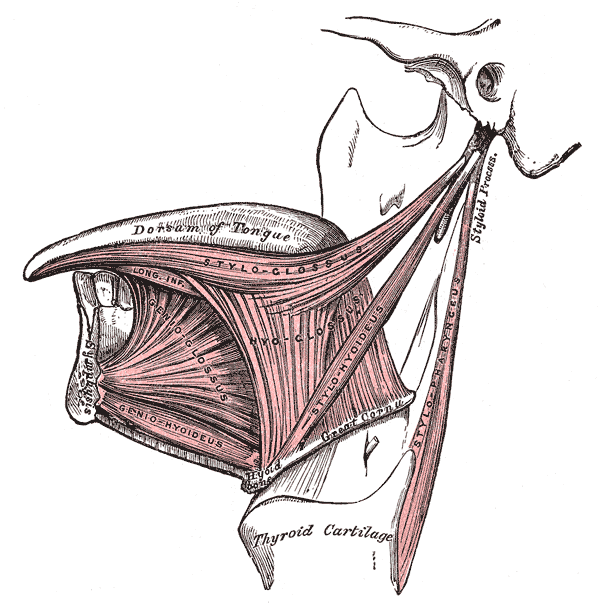
舌的外在肌肉，左側圖.
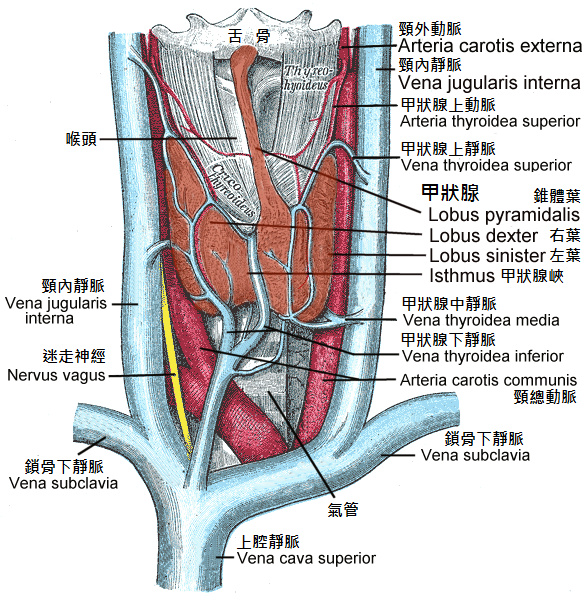
甲狀腺和它的相關器官圖.
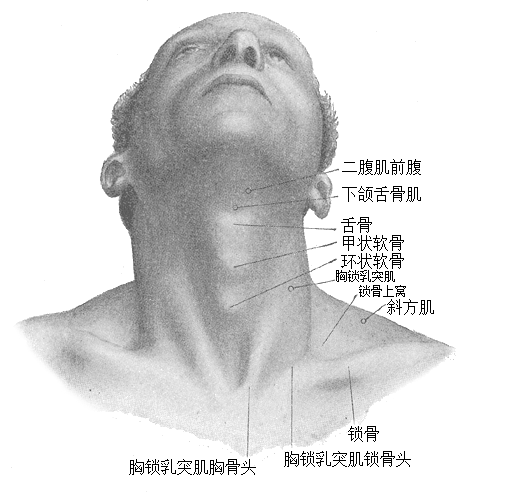
頸部的前視圖.
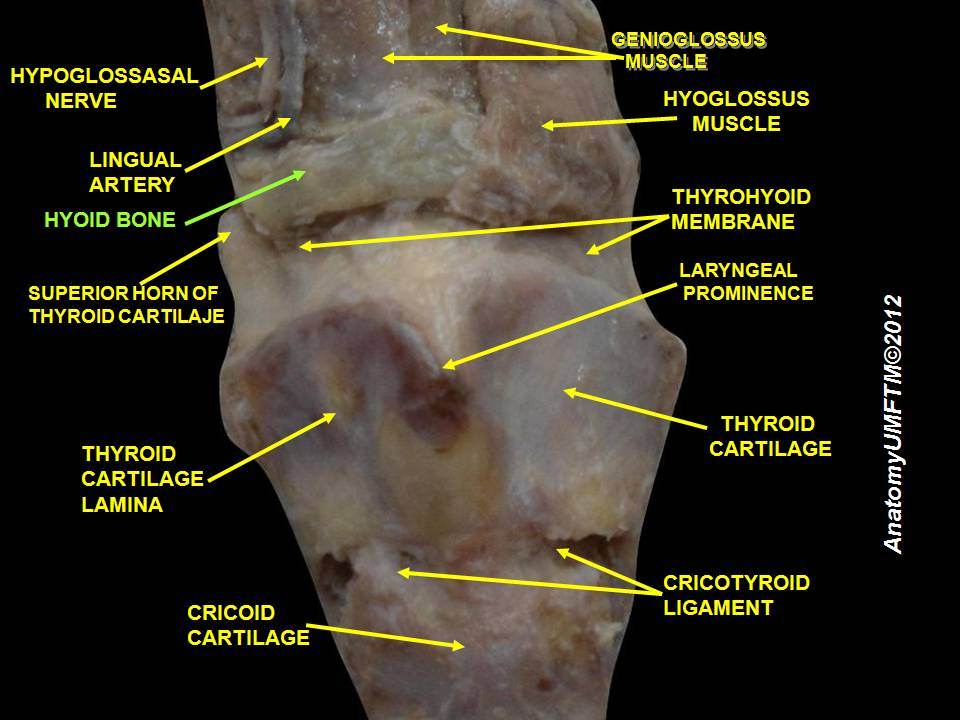
舌骨.
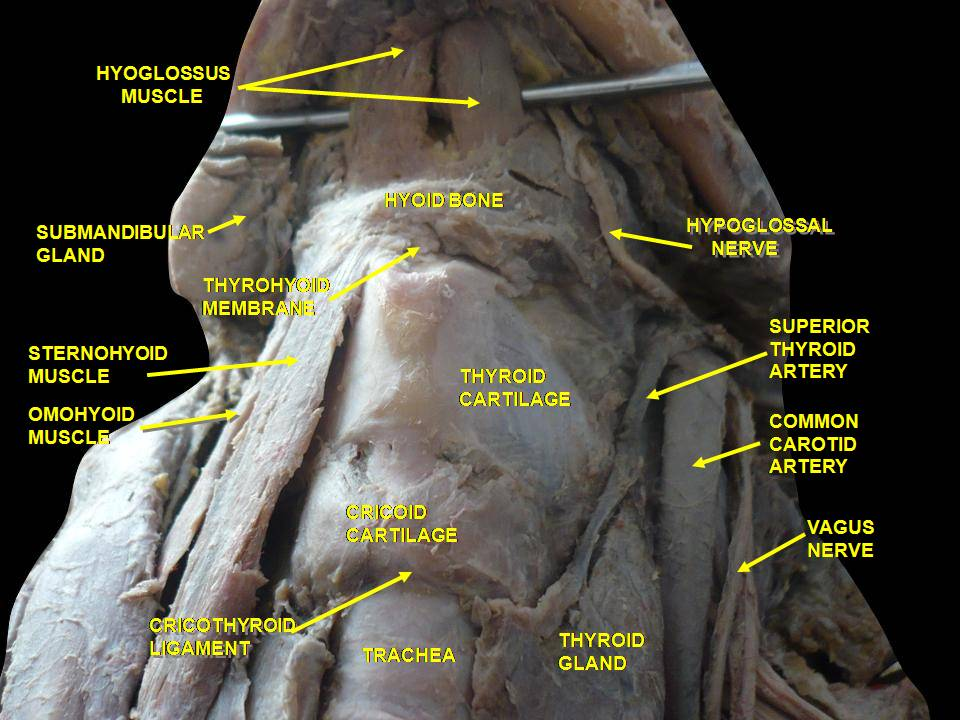
肌肉、神經和頸部動脈的深層解剖，前視圖.

## 外部連結
- 解剖學(Anatomy)-骨頭-hyoid bone(舌骨) （页面存档备份，存于）
- 人体解剖学在线（Human Anatomy Online）网站上的相关图片：25:03-0101—"Anterior Triangle of the Neck: The Muscular Triangle"
- Mnemonic:Muscles attached